# Buzica
Buzica (bis 1948 slowakisch „Buzita“; ungarisch Buzita) ist eine Gemeinde im Osten der Slowakei mit 1157 Einwohnern (Stand 31. Dezember 2024). Sie liegt im Okres Košice-okolie, einem Teil des Košický kraj.

## Geografie
Die Gemeinde liegt etwa 24 Kilometer südwestlich von Košice und direkt an der Grenze zu Ungarn. Das fast 20 km² große Gemeindegebiet umfasst einen Abschnitt des Talkessels Košická kotlina und dem sich südlich anschließenden Hügelland Bodvianska pahorkatina (ungarisch Cserehát). Hier entspringt der Ružový potok, ein kleiner Bach, der im Norden der Gemeinde in die Ida, einem Bodva-Nebenfluss, mündet. Das Ortszentrum liegt auf einer Höhe von 212 m n.m., den höchsten Punkt im Gemeindegebiet markiert der Ortáš mit 319 m über dem Meer an der ungarischen Grenze.
Nachbargemeinden von Buzica sind Cestice im Norden, Veľká Ida im Nordosten, Nižný Lánec und Perín-Chym im Osten, Hernádpetri und Pusztaradvány im Südosten, Hernádpetri, Pusztaradvány und Szemere im Süden sowie Rešica im Westen.

## Geschichte
Im Jahr 1262 wurde das Dorf erstmals schriftlich als Villa Bozita erwähnt.
1910 lebten in Buzita 894 Personen, davon waren 891 ungarischsprachig. Bis zum Vertrag von Trianon gehörte das Dorf zum Komitat Abaúj-Torna im Königreich Ungarn, von da an gehörte Buzica / Buzita wie alle im Komitat Abaúj-Torna liegenden und mehrheitlich ungarischsprachigen Orte zur Tschechoslowakei. Nach dem Ersten Wiener Schiedsspruch lagen diese Gemeinden von 1938 bis 1945 noch einmal in Ungarn.

## Bevölkerung
| Jahr:                | 1994. | 2004.   | 2014.   | 2024.   |
| -------------------- | ----- | ------- | ------- | ------- |
| Anzahl der Personen: | 1088  | 1157    | 1209    | 1157    |
| Unterschied:         |       | +6,34 % | +4,49 % | -4,30 % |

| Jahr:                | 2023. | 2024.   |
| -------------------- | ----- | ------- |
| Anzahl der Personen: | 1177  | 1157    |
| Unterschied:         |       | -1,69 % |

Nach den Ergebnissen der Volkszählung 2001 lebten in Buzica 1142 Einwohner, davon
- 63,49 % Ungarn,
- 32,14 % Slowaken,
- 1,49 % Roma.

83,5 % der Bewohner bekannten sich zur römisch-katholischen Kirche.

## Sehenswürdigkeiten
- evangelische Kirche
- römisch-katholische Kreuzerhöhungs-Kirche (Rímskokatolícky kostol Povýšenia svätého Kríža)

Kirchen in Buzica
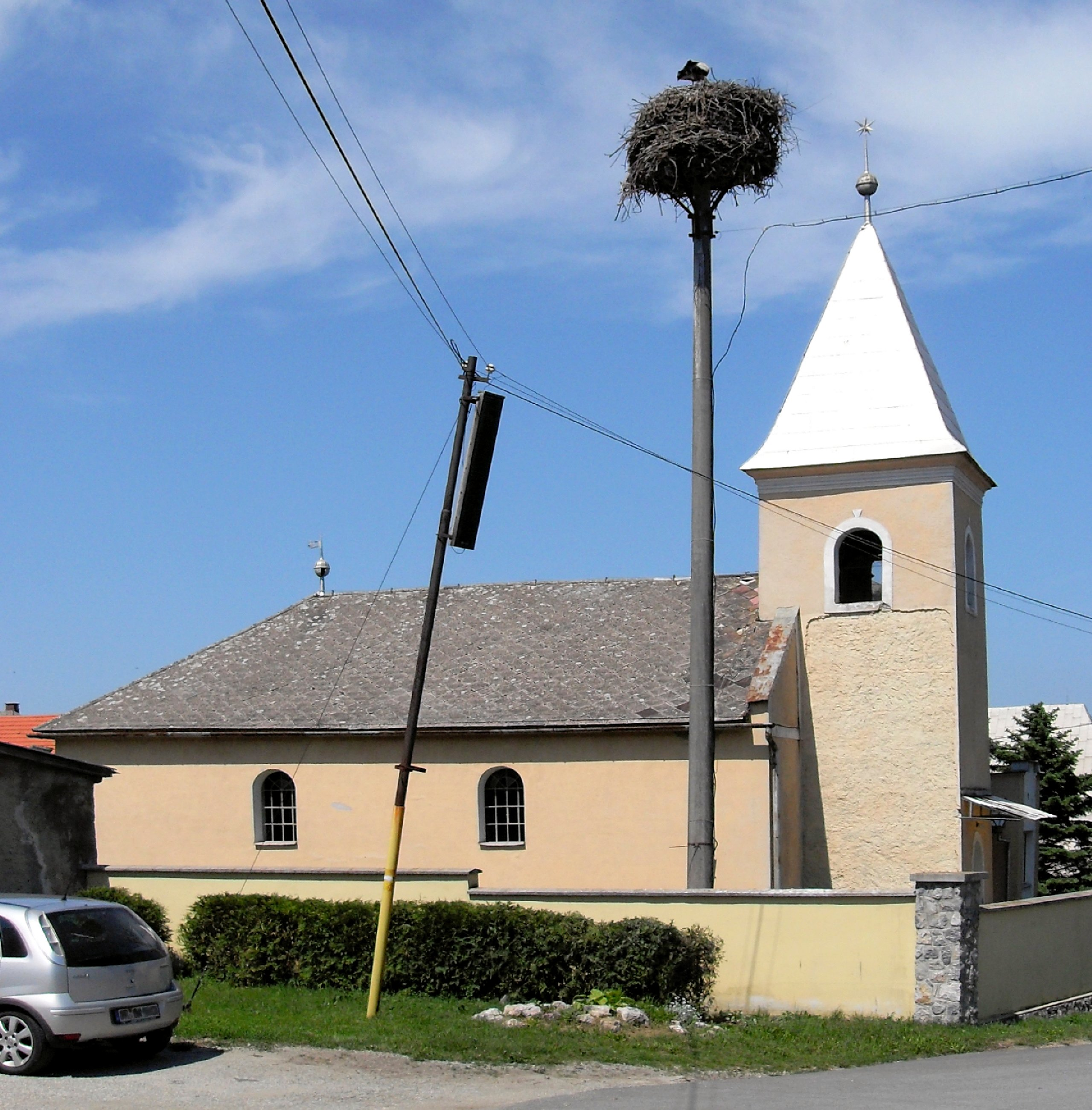
Evangelische Kirche
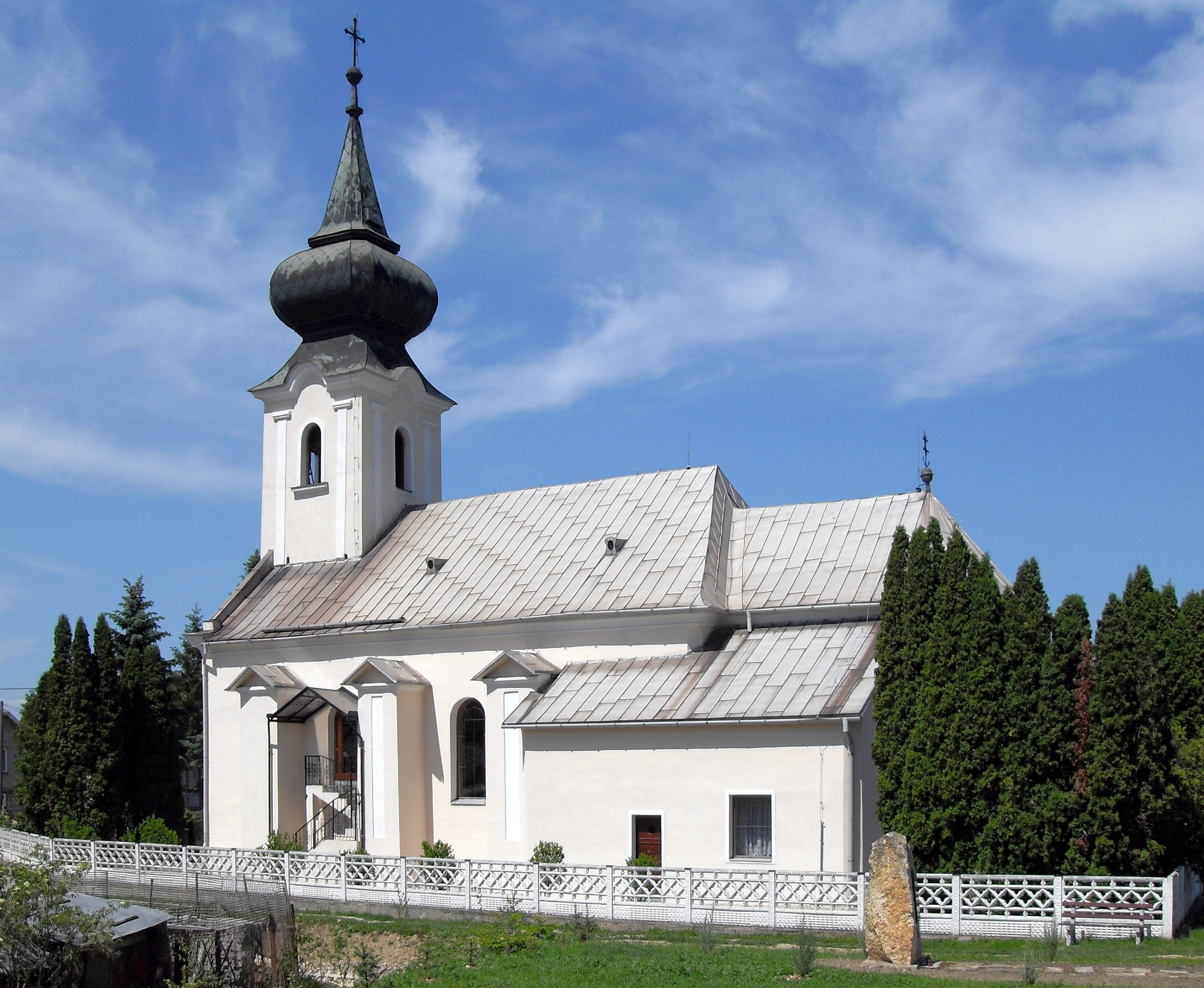
Kreuzerhöhungs-Kirche

## Wirtschaft und Infrastruktur
Die Landwirtschaft spielt nach wie vor eine große Rolle in Buzica. In der weiten, von Kanälen durchzogenen Ebene im Norden werden hauptsächlich Futtermittel und Getreide angebaut, im Süden findet man neben Obstanbau-Flächen vereinzelt an geschützten Hängen auch Weinreben.
Die Bewohner arbeiten in der Landwirtschaft oder pendeln in die Industriebetriebe in und um Košice. Mit einer Poststelle, einem Lebensmittelgeschäft sowie einer Apotheke bildet Buzica ein lokales Versorgungszentrum auch für kleinere Gemeinden in der Nachbarschaft. Buzica ist zudem Schulstandort.
Durch das Gemeindegebiet verläuft die Landstraße von Rešica nach Kechnec an der I/68 / E 71. Weitere Straßen verbinden Buzica mit den Städten Moldava nad Bodvou und Košice. Am südlichen Ortsausgang befindet sich ein Straßen-Grenzübergang nach Ungarn. Der nächstgelegene Bahnhof befindet sich in Komárovce an der Bahnstrecke Košice-Barca–Rožňava in sieben Kilometern Entfernung.

## Belege
1. ↑  Hustota obyvateľstva - obce [om7014rr_obc=AREAS_SK, v_om7014rr_ukaz=Rozloha (Štvorcový meter)]. Statistical Office of the Slovak Republic, 31. März 2025, abgerufen am 31. März 2025 (slowakisch).
2. ↑  Počet obyvateľov podľa pohlavia - obce (ročne) [om7101rr_obce=AREAS_SK]. Statistical Office of the Slovak Republic, 31. März 2025, abgerufen am 31. März 2025 (slowakisch).
3. ↑  Geschichtsabriss auf e-obce.sk (slowakisch)
4. 1 2  Počet obyvateľov podľa pohlavia - obce (ročne) [om7101rr_obce=AREAS_SK]. Statistical Office of the Slovak Republic, 31. März 2025, abgerufen am 31. März 2025 (slowakisch).
5. ↑  Statistische Daten auf statistics.sk/mosmis (Seite nicht mehr abrufbar, festgestellt im April 2018. Suche in Webarchiven)  Info: Der Link wurde automatisch als defekt markiert. Bitte prüfe den Link gemäß Anleitung und entferne dann diesen Hinweis. (slowakisch)